# Герб Кирилівки
Герб Кирилівки затверджений 29 травня 2003р. рішенням сесії селищної ради.

## Опис
В лазуровому щиті зліва срібний вітрильник з такими ж вітрилами, супроводжуваний згори двома срібними чайками, а знизу трьома срібними укороченими різновеликими балками. Над щитом напис золотими літерами "КИРИЛІВКА". Щиток обрамлений з боків вінком з золотих колосків, перев'язаних знизу золотою стрічкою з чорними цифрами "1805".